# René Christophersen
René Christophersen (født 1955) er en tidligere dansk atlet. Han var medlem Hellas Roskilde og vandt det danske mesterskab på 400 meter 1978.
Christophersen er tidligere Key Account Manager hos Center for Beredskabskommunikation inden sin pension og var tidligere ved Roskilde Politi.

## Danske mesterskaber
- Sølv 1979 400 meter 48,41
- Guld 1978 400 meter 49,07

Danske juniormesterskaber
- Guld 1975 400 meter 49,3h

## Personlig rekord
- 400 meter: 47,89 1975